# Стюарт Прайор
Стюарт Прайор (англ. Stuart Prior) — новозеландський дипломат. Надзвичайний і Повноважний Посол Нової Зеландії в Україні за сумісництвом (2003—2006).

## Життєпис
Народився в Лондоні. Закінчив з відзнакою Університет Отаго, де вивчав російську мову та літературу.
У 1973—1975 рр. — викладав російську мову, літературу та історію в Університеті королеви Вікторії у Веллінгтоні.
З 1976 року на дипломатичній службі в МЗС Нової Зеландії в ранзі молодшого радника. Був членом новозеландської групи для переговорів з Радянським Союзом з питань торгівлі м'ясною, молочною та рибною продукцією.
У 1977 році — брав участь в обговоренні Морського права в контексті допуску радянських суден для рибного промислу в новозеландських територіальних водах. Служив у Канберрі.
У 1978—1980 рр. — торговий представник у Посольстві Нової Зеландії в СРСР.
У 1985—1989 рр. — служив в Лондоні.
У 2003—2006 рр. — Надзвичайний і Повноважний Посол Нової Зеландії в РФ, та за сумісництвом в Україні, Білорусі.
21 жовтня 2004 року — вручив вірчі грамоти Президенту України Леоніду Кучмі
У 2006 році — відкрив компанію Prior Group, яка спеціалізується на зміцненні і відновленні ділових зв'язків між Новою Зеландією, Білоруссю та іншими країнами СНД.
У квітні 2012 року — був призначений Почесним консулом Республіки Білорусь в Новій Зеландії.

## Автор творів
- Стюарт Прайор. Новая Зеландия – прошлое настоящее и будущее личный взгляд иммигранта пакеха. М. РГГУ. 2006г. 48 с. Мягкий переплет[7]